# Метод дискретних елементів
Метод дискретних елементів (DEM, від англ. Discrete element method) — загальна назва  ряду чисельних методів, призначених для розрахунку руху великої кількості частинок, таких як молекули, піщинки, гравій, галька та інших гранульованих середовищ. 

## Загальний опис
Метод був спочатку застосований Пітером Канделлом в 1971 році для розв'язання задач механіки гірських порід.
Джон Вільямс, Грант Гокінг та Грем Мастоу деталізували теоретичні основи методу. В 1985 році вони показали, що DEM може розглядатися як узагальнення методу скінченних елементів (МСЕ, FEM). У книзі Numerical Modeling in Rock Mechanics, by Pande, G., Beer, G. and Williams, J.R. описано застосування цього методу для розв'язання геомеханічних задач. Теоретичні основи методу і можливості його застосування неодноразово розглядалося на 1-й, 2-й і 3-й Міжнародній Конференції з методів дискретних елементів. Williams, і Bicanic (див. нижче) опублікували ряд журнальних статей, де описують сучасні тенденції в області DEM. У книзіThe Combined Finite-Discrete Element Method, Munjiza детально описано комбінування методу кінцевих елементів і Методу дискретних елементів.
Цей метод іноді називають молекулярною динамікою(MD), навіть коли частинки не є молекулами. Однак, крім молекулярної динаміки, цей метод може бути використаний для моделювання часток з несферичною поверхнею. Різними відгалуженнями сімейства DEM є метод окремих елементів (distinct element method), запропонований Cundall в 1971, узагальнений метод дискретного елемента (generalized discrete element method), запропонований Williams, Hocking та Mustoe в 1985, дискретний деформаційний аналіз (discontinuous deformation analysis) (DDA) запропонований Shi в 1988, і метод кінцевих дискретних елементів (finite-discrete element method), запропонований Munjiza та Owen в 2004.
Методи дискретного елемента дуже вимогливі до обчислювальних ресурсів ЕОМ. Це обмежує розмір моделі або кількість використовуваних частинок. Прогрес в галузі обчислювальної техніки дозволяє частково зняти це обмеження за рахунок використання паралельної обробки даних. Альтернативою обробки всіх часток окремо є обробка даних як суцільного середовища. Наприклад, якщо гранульной потік подібний газу або рідини, можна використовувати обчислювальну гідродинаміку.

## Застосування
Фундаментальним припущенням методу є те, що матеріал складається з окремих, дискретних частинок. Ці частинки можуть мати різні поверхні і властивості.
Приклади:
- рідини та розчини, наприклад цукор або білок;
- сипучі речовини в елеваторі, такі як крупа;
- гранульований матеріал, такий як пісок;
- порошки, такі як тонер.

Типові галузі промисловості використовують DEM:
- Гірничодобувна
- Фармацевтична
- Нафтогазова
- Сільськогосподарська
- Хімічна

## Основні принципи методу
Моделювання DEM починається з задання всім частинкам конкретного положення і початкової швидкості. Потім сили, що впливають на кожну частинку, розраховуються, виходячи з початкових даних і відповідних фізичних законів.
Наступні сили можуть мати вплив у макроскопічних моделях:
- тертя, коли дві частинки торкаються один одного;
- відскакування, коли дві частинки стикаються;
- гравітація (сила тяжіння між частками через їх маси), яка має відношення тільки при астрономічному моделюванні.

На молекулярному рівні, ми можемо розглядати
- Силу Кулона, електростатичне тяжіння або відштовхування частинок, що несуть електричний заряд;
- Відштовхування Паулі, коли два атоми розташовані поблизу один від одного;
- Силу Ван дер Ваальса.

Всі ці сили складаються, щоб знайти результуючу силу, що впливає на кожну частинку.

Щоб розрахувати зміну в положенні і швидкості кожної частки протягом певного часового кроку згідно законів Ньютона, використовується метод інтеграції. Після цього нове положення використовується для розрахунку сил протягом наступного кроку, і цей цикл програми повторюється доти, поки моделювання не закінчиться.
Типові методи інтеграції використовувані в методі дискретного елемента:
- алгоритм Верлета,
- швидкість Верлета,
- метод стрибка.

## Далекодіючі сили
Коли до уваги приймаються далекодіючі сили (гравітація, сила Кулона), взаємодії кожної пари частинок необхідно розраховувати. Число взаємодій, а отже, ресурсомісткість розрахунку, зростає зі збільшенням кількості часток квадратично, що не прийнятно для моделей з великим числом частинок. Можливий шлях вирішити цю проблему - об'єднати деякі частинки, які розташовані на відстані від даної частинки, в одну псевдочастинку. Розглянемо, наприклад, взаємодію між зіркою і віддаленою галактикою: помилка, що виникає через об'єднання маси всіх зірок у віддаленій галактиці в одну точку, незначна. Для того, щоб визначити, які частки можуть бути об'єднані в одну псевдочастинку, використовуються так звані деревні алгоритми. Ці алгоритми розподіляють всі частинки у вигляді дерева, квадрадерева у разі двомірної моделі і октадерева у разі тривимірної моделі.
Моделі в молекулярній динаміці ділять простір, в якому відбувається процес, що моделюється, на клітинки. Частинки, що йдуть через одну сторону осередку просто вставляються з іншого боку (періодичні граничні умови); так само відбувається і з силами. Сили перестають прийматися в розрахунок після так званої дистанції відсікання (зазвичай половина довжини осередку), так що на частинку не впливає дзеркальне розташування тієї ж частинки на іншій стороні клітинки. Таким чином, можна збільшувати кількість частинок простим копіюванням осередків.
Алгоритми для обробки довготривалих сил:
- Barnes-Hut,
- швидкий мультипольний метод.

## Програмне забезпечення
Відкриті джерела та некомерційне програмне забезпечення:
- BALL & TRUBAL (1979—1980) distinct element method (FORTRAN code), originally written by P.Cundall and currently maintained by C.Thornton.
- SDEC Spherical Discrete Element Code.
- YADE Yet Another Dynamic Engine, second incarnation of SDEC written from ground-up, GPL license.
- LIGGGHTS Open Source Discrete Element Method Particle Simulation Code, поширюється і підтримується Кжиштоф Клосс
- MUSEN[1] DEM пакет з відкритим вихідним кодом і підтримкою розрахунків на GPU, BSD ліцензія.

Доступні за додаткову плату пакети DEM-програм, включаючи PFC3D, EDEM і Passage / DEM:
- Chute Maven (Hustrulid Technologies Inc.)
- PFC2D и PFC3D (Particle Flow Code in 2 Dimensions; Particle Flow Code in 3 Dimensions), PFC2D використовує вихідний код BALL, PFC3D використовує вихідний код TRUBAL.
- EDEM (DEM Solutions Ltd.)
- GROMOS 96
- ELFEN
- MIMES
- PASSAGE®/DEM (PASSAGE®/DEM Програма для розрахунку часток під вплив різноманітних сил)
- Bulk Flow Analyst (Bulk Flow Analyst Програма для розрахунку сипучих матеріалів загального призначення)